# Туризмофобія

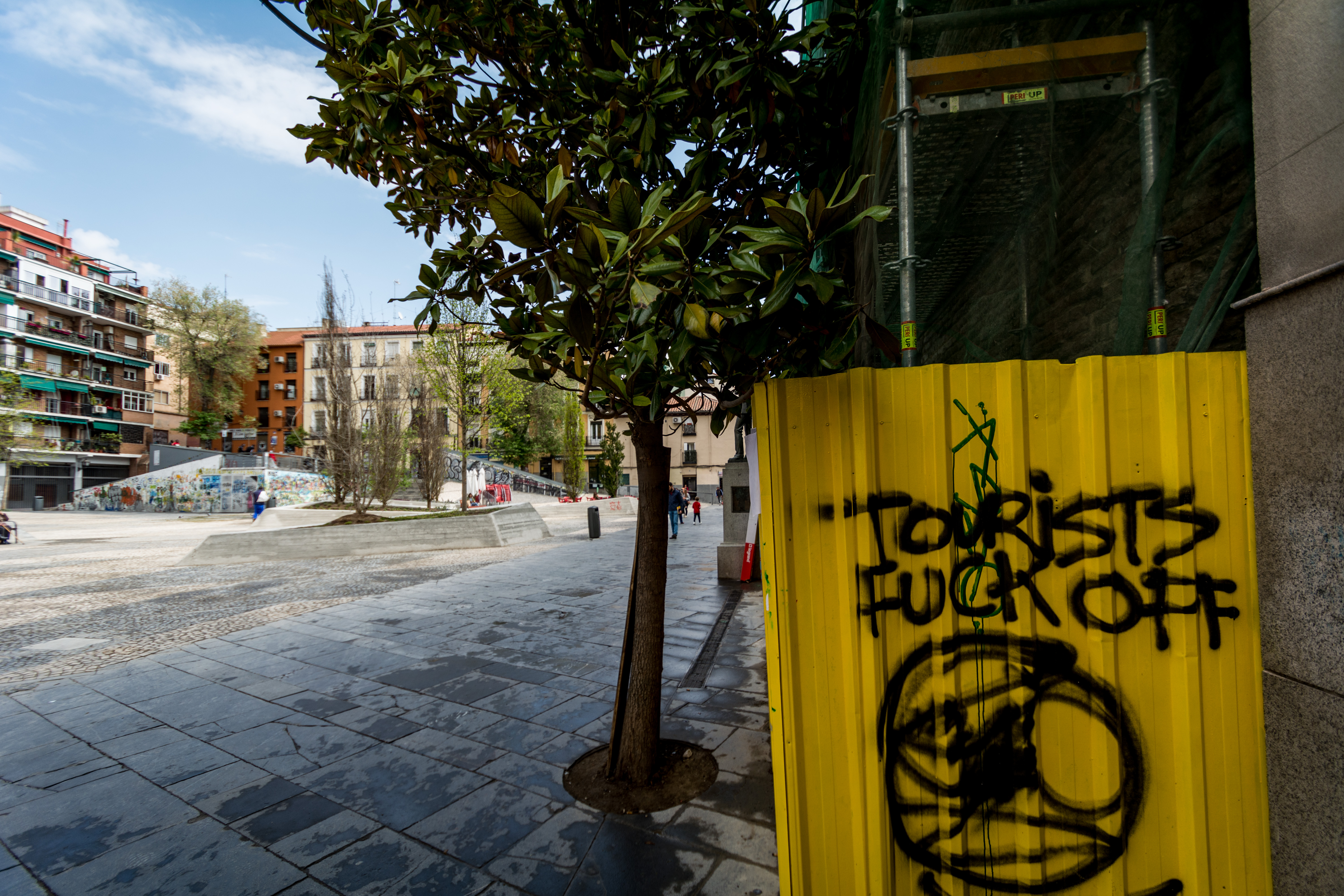
Графіті «Туристи, йдіть геть» у Мадриді.

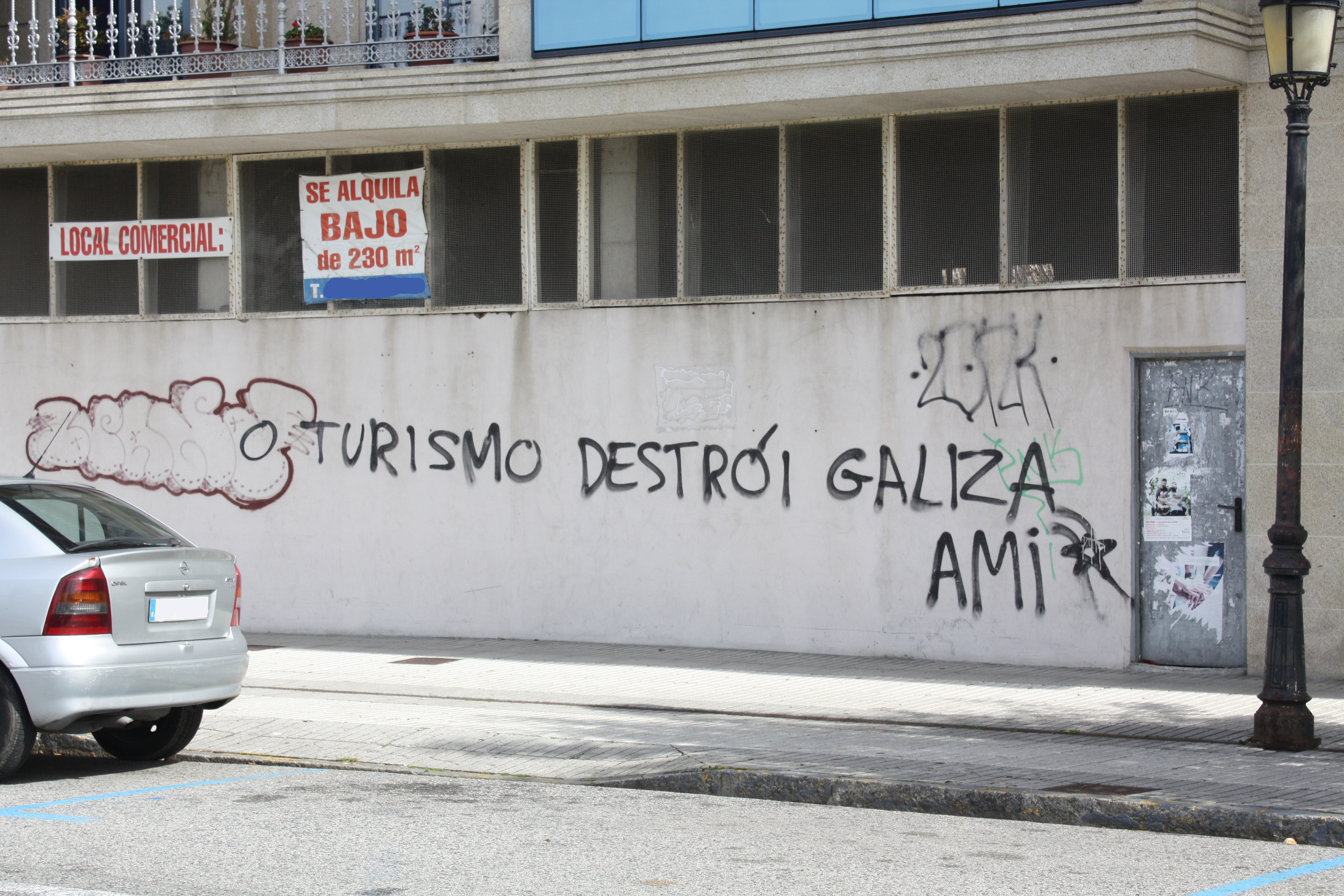
Графіті проти надмірного туризму у Вілагарсії-де-Ароуса.

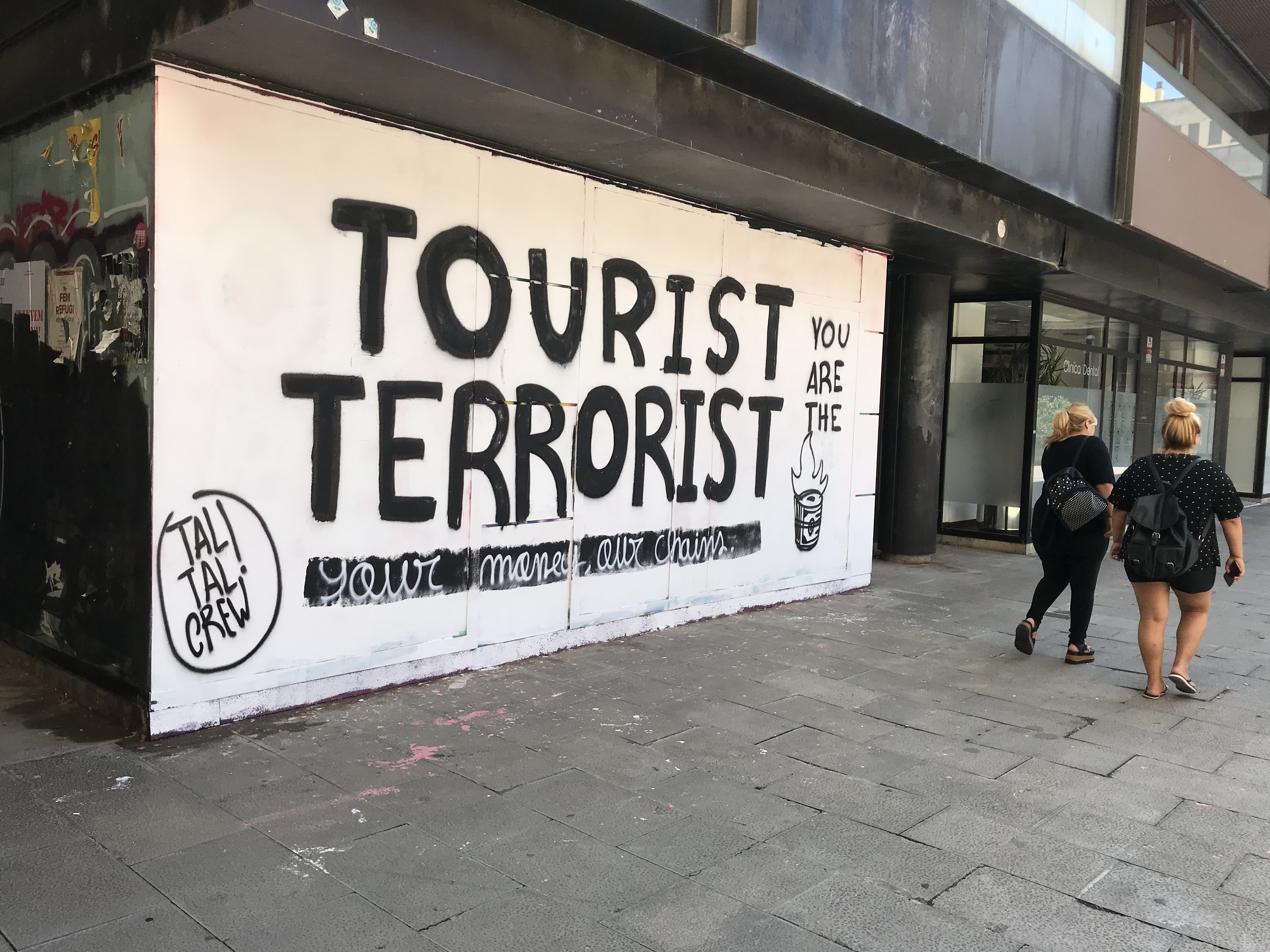
«Турист-терорист» (Жирона)

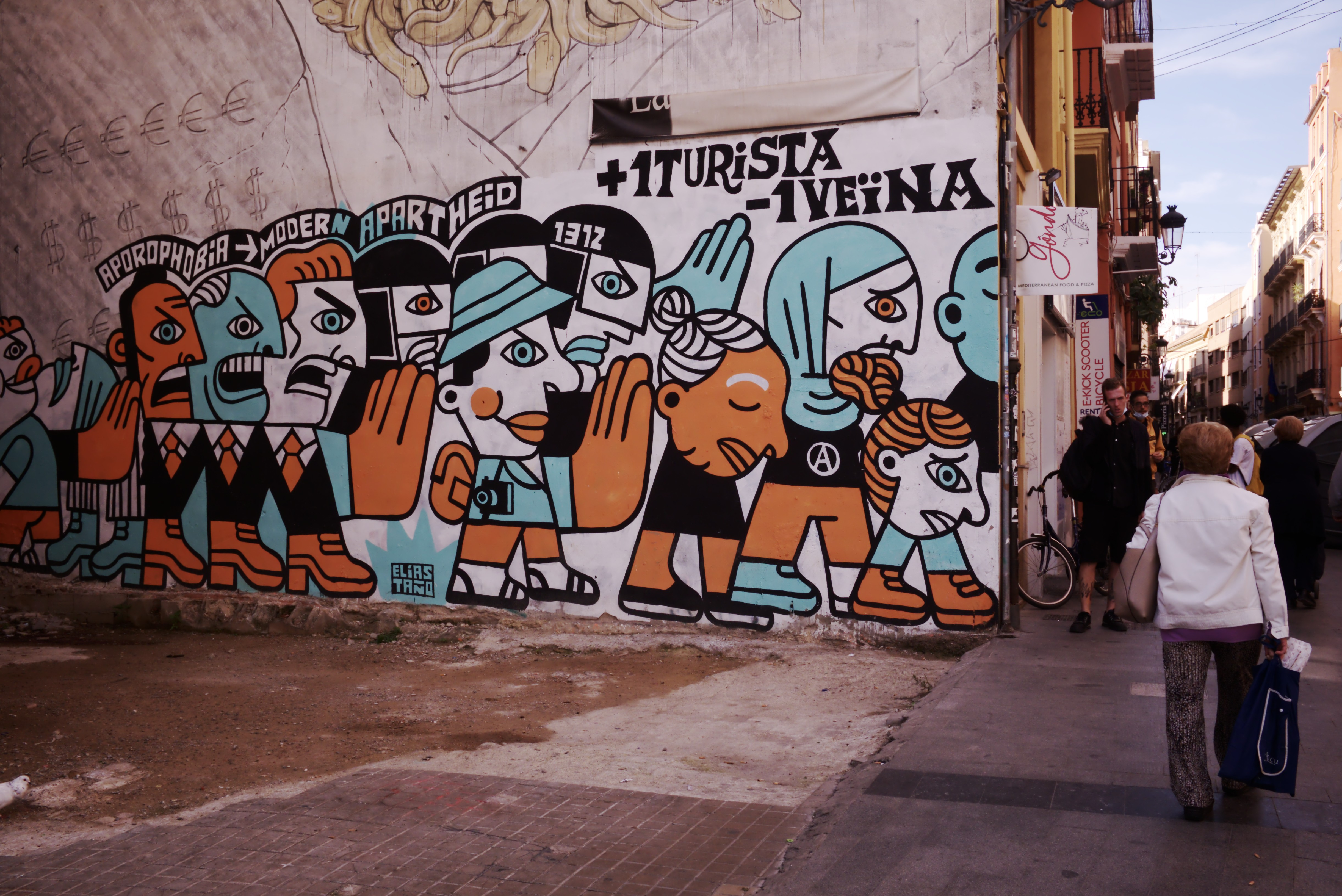
+1 Turista −1Veïna («ще один турист, на одного сусіда менше»)

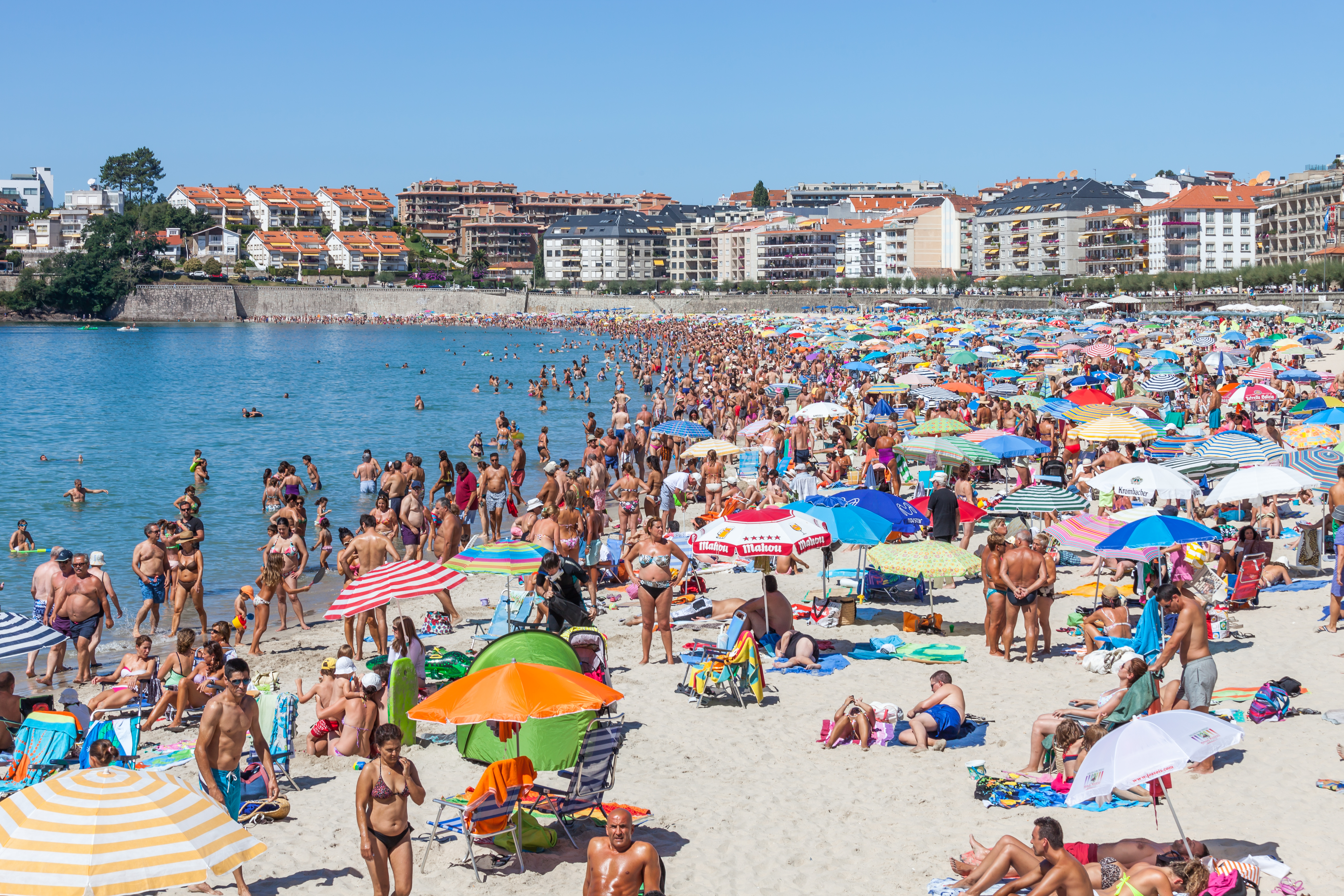
Пляж Сільгар, переповнений, у Саншеншо

Туризмофобія — це неологізм, утворений від іменника «туризм» та складового елемента «фобія». Хоча туризмофобію можна розуміти як «відразу або відторгнення туризму», засоби масової інформації та політичні рухи використовують його в більш конкретному контексті відторгнення надмірного туризму, моделі туризму, що характеризується масовістю та її негативними наслідками для місцевого населення та працівників.

## Опис
З 2010-х років критика туристичного перенасичення, очолювана в багатьох випадках активістами та політичними партіями, почала поширюватися в кількох туристичних напрямках, особливо в містах. Починаючи з другої половини 20-го століття, поширення туризму в районах та міських центрах породило соціальні вимоги, засновані на ідеї, що надмірний туризм є прямою причиною негативних наслідків, таких як нестабільні, сезонні та низькі зарплати, деградація природних зон, труднощі з доступом до орендованого житла зі зростаючими цінами, забруднення навколишнього середовища, проблеми з дорожнім рухом та шум.
Неологізм також використовувався в ЗМІ для позначення актів вандалізму, протестів та інцидентів з туристами під час протестів у Південній Європі проти надмірного туризму.

## Хронологія неологізму
Конфлікт, представлений цим неологізмом, вивчається в академічних колах з 70-х років, зокрема у роботах Джорджа Доксі, який розглядав його з точки зору туристичного напрямку. Проблема продовжує вивчатися, а термін «надмірний туризм» став популярним в академічних колах після випуску спеціальних номерів кількох журналів у 2017 році. Паралельно протести в кількох містах Південної Європи ввели неологізм «туризмофобія» як в академічний, так і в політичний дискурс кількох партій у Європі.